# ÖFB-Cup 2021-2022
La ÖFB-Cup 2021-2022, chiamata UNIQA ÖFB Cup per motivi di sponsorizzazione, è stata l'87ª edizione della coppa nazionale austriaca di calcio, iniziata il 16 luglio 2021 e terminata il 1º maggio 2022. Il Salisburgo, squadra campione in carica, si è riconfermato conquistando il trofeo per la nona volta nella sua storia.

## Squadre partecipanti
Le 64 squadre partecipanti al torneo, tutte fin dal primo turno, si suddividono come segue:
- 24 squadre professioniste iscritte alla Österreichische Fußball-Bundesliga, di cui
  - 12 squadre partecipanti alla Bundesliga
  - 12 squadre partecipanti alla 2. Liga
- 40 squadre dilettanti iscritte alle federazioni regionali, di cui
  - 4 squadre iscritte alla Burgenländischer Fußballverband
  - 4 squadre iscritte alla Kärntner Fußballverband
  - 6 squadre iscritte alla Niederösterreichischer Fußballverband
  - 5 squadre iscritte alla Oberösterreichischer Fußballverband
  - 4 squadre iscritte alla Salzburger Fußballverband
  - 5 squadre iscritte alla Steirischer Fußballverband
  - 4 squadre iscritte alla Tiroler Fußballverband
  - 4 squadre iscritte alla Vorarlberger Fußballverband
  - 4 squadre iscritte alla Wiener Fußball-Verband

| Bundesliga          | 2. Liga          | Regionalliga            | Regionalliga         | Regionalliga | Landesligen      |
| Bundesliga          | 2. Liga          | Ost                     | Mitte                | West         | Landesligen      |
| ------------------- | ---------------- | ----------------------- | -------------------- | ------------ | ---------------- |
| Admira Wacker M.    | Amstetten        | Bruck/Leitha            | Gleisdorf 09         | Bregenz      | ASV Siegendorf   |
| Altach              | Austria Lustenau | Draßburg                | Hertha Wels          | Fügen        | Dellach/Gail     |
| Austria Klagenfurt  | Blau-Weiß Linz   | First Vienna            | Kalsdorf             | Grödig       | Deutschkreutz FC |
| Austria Vienna      | Dornbirn         | Leobendorf              | Spittal/Drau         | Hohenems     | Lustenau 07      |
| Hartberg            | Floridsdorfer    | Marchfeld Donauauen     | Stadl-Paura          | Kitzbühel    | St. Jakob/R.     |
| LASK                | Grazer AK        | Neusiedl/See            | Treibach             | Kuchl        |                  |
| Rapid Vienna        | Horn             | Stripfing               | TuS Bad Gleichenberg | Lauterach    |                  |
| Ried                | Kapfenberger     | Team Wiener Linien      | Union Gurten         | Reichenau    |                  |
| Salisburgo          | Lafnitz          | Flyeralarm Traiskirchen | Union Vöcklamarkt    | Schwaz       |                  |
| Sturm Graz          | St. Pölten       | Wiener Neustadt         | USV St. Anna         | Seekirchen   |                  |
| WSG Swarovski Tirol | Vorwärts Steyr   | Wiener SC               | Weiz                 | St. Johann   |                  |
| Wolfsberger         | Wacker Innsbruck | SC Wiener Viktoria      | Wels                 |              |                  |

## Calendario
Il programma del torneo è il seguente.
| Turno                   | Sorteggio         | Incontri             |
| ----------------------- | ----------------- | -------------------- |
| Trentaduesimi di finale | 26 giugno 2021    | 16-18 luglio 2021    |
| Sedicesimi di finale    | 1º agosto 2021    | 21-23 settembre 2021 |
| Ottavi di finale        | 26 settembre 2021 | 26-28 ottobre 2021   |
| Quarti di finale        | 31 ottobre 2021   | 4-6 febbraio 2022    |
| Semifinali              | 6 febbraio 2022   | 1-3 marzo 2022       |
| Finale                  |                   | 1º maggio 2022       |

## Primo turno
| Squadra 1            | Risultato | Squadra 2               |
| -------------------- | --------- | ----------------------- |
| 16 luglio 2021       |           |                         |
| Hertha Wels          | 1 – 4     | Salisburgo              |
| Lauterach            | 0 – 5     | St. Pölten              |
| Reichenau            | 0 – 8     | Wacker Innsbruck        |
| TuS Bad Gleichenberg | 0 – 3     | Hartberg                |
| Bruck/Leitha         | 0 – 1     | Stripfing               |
| Hohenems             | 7 – 0     | Fügen                   |
| Kitzbühel            | 0 – 2     | Vorwärts Steyr          |
| Lafnitz              | 3 – 0     | Flyeralarm Traiskirchen |
| Neusiedl/See         | 0 – 4     | Admira Wacker M.        |
| Schwaz               | 1 – 0     | Horn                    |
| Seekirchen           | 0 – 1     | Floridsdorfer           |
| Dellach/Gail         | 1 – 3     | Weiz                    |
| Grödig               | 0 – 7     | Ried                    |
| Treibach             | 1 – 0     | Draßburg                |
| Wiener SC            | 0 – 3     | Wolfsberger             |
| Rapid Vienna         | 6 – 0     | SC Wiener Viktoria      |
| 17 luglio 2021       |           |                         |
| Spittal/Drau         | 0 – 4     | Austria Vienna          |
| Stadl-Paura          | 0 – 9     | Sturm Graz              |
| Bregenz              | 5 – 1     | Union Vöcklamarkt       |
| Deutschkreutz FC     | 0 – 3     | Amstetten               |
| Wels                 | 1 – 3     | Austria Lustenau        |
| Leobendorf           | 0 – 3     | WSG Swarovski Tirol     |
| Team Wiener Linien   | 3 – 1     | Gleisdorf 09            |
| Kalsdorf             | 2 – 1     | Altach                  |
| Union Gurten         | 4 – 0     | Lustenau 07             |
| USV St. Anna         | 1 – 2     | Grazer AK               |
| Wiener Neustadt      | 1 – 5     | Austria Klagenfurt      |
| LASK                 | 6 – 0     | Marchfeld Donauauen     |
| 18 luglio 2021       |           |                         |
| First Vienna         | 3 – 5     | Kapfenberger            |
| 27 luglio 2021       |           |                         |
| St. Johann           | 1 – 0     | Dornbirn                |
| ASV Siegendorf       | 5 – 0     | St. Jakob/R.            |
| 28 luglio 2021       |           |                         |
| Kuchl                | 0 – 3     | Blau-Weiß Linz          |

## Secondo turno
| Squadra 1         | Risultato       | Squadra 2           |
| ----------------- | --------------- | ------------------- |
| 21 settembre 2021 |                 |                     |
| Kapfenberger      | 1 – 1 (5-4 dtr) | Austria Vienna      |
| Schwaz            | 2 – 3           | St. Pölten          |
| Amstetten         | 1 – 0           | Wacker Innsbruck    |
| ASV Siegendorf    | 1 – 6           | Wolfsberger         |
| Blau-Weiß Linz    | 4 – 0           | Team Wiener Linien  |
| Treibach          | 1 – 5           | Floridsdorfer       |
| Union Gurten      | 0 – 1           | Hartberg            |
| Weiz              | 1 – 0           | Austria Lustenau    |
| Vorwärts Steyr    | 1 – 3           | Ried                |
| 22 settembre 2021 |                 |                     |
| Hohenems          | 0 – 4           | Sturm Graz          |
| Bregenz           | 0 – 7           | Lafnitz             |
| St. Johann        | 1 – 2           | Austria Klagenfurt  |
| Salisburgo        | 8 – 0           | Kalsdorf            |
| Grazer AK         | 2 – 4           | WSG Swarovski Tirol |
| 23 settembre 2021 |                 |                     |
| LASK              | 3 – 0           | Stripfing           |
| Admira Wacker M.  | 1 – 2 (dts)     | Rapid Vienna        |

## Ottavi di finale
| Squadra 1       | Risultato       | Squadra 2           |
| --------------- | --------------- | ------------------- |
| 26 ottobre 2021 |                 |                     |
| Lafnitz         | 3 – 5 (dts)     | Wolfsberger         |
| Weiz            | 1 – 4 (dts)     | Austria Klagenfurt  |
| 27 ottobre 2021 |                 |                     |
| Floridsdorfer   | 0 – 0 (4-2 dtr) | Kapfenberger        |
| Sturm Graz      | 1 – 2           | Ried                |
| St. Pölten      | 0 – 3           | Salisburgo          |
| 28 ottobre 2021 |                 |                     |
| Amstetten       | 0 – 3           | Rapid Vienna        |
| LASK            | 2 – 1           | WSG Swarovski Tirol |
| 2 novembre 2021 |                 |                     |
| Blau-Weiß Linz  | 2 – 3           | Hartberg            |

## Quarti di finale
| Squadra 1       | Risultato   | Squadra 2          |
| --------------- | ----------- | ------------------ |
| 4 febbraio 2022 |             |                    |
| Wolfsberger     | 4 – 2 (dts) | Floridsdorfer      |
| Ried            | 2 – 0       | Austria Klagenfurt |
| 5 febbraio 2022 |             |                    |
| Rapid Vienna    | 1 – 2       | Hartberg           |
| 6 febbraio 2022 |             |                    |
| Salisburgo      | 3 – 1       | LASK               |

## Semifinali
| Squadra 1     | Risultato       | Squadra 2  |
| ------------- | --------------- | ---------- |
| 2 marzo 2022  |                 |            |
| Ried          | 2 – 1           | Hartberg   |
| 16 marzo 2022 |                 |            |
| Wolfsberger   | 1 – 1 (4-5 dtr) | Salisburgo |

## Finale
| Arbitro: | Harkam |

|                               |           |  |
| Sučić 27’ Wöber 52’ Šeško 87’ | Marcatori |  |